# الجريمة في روسيا

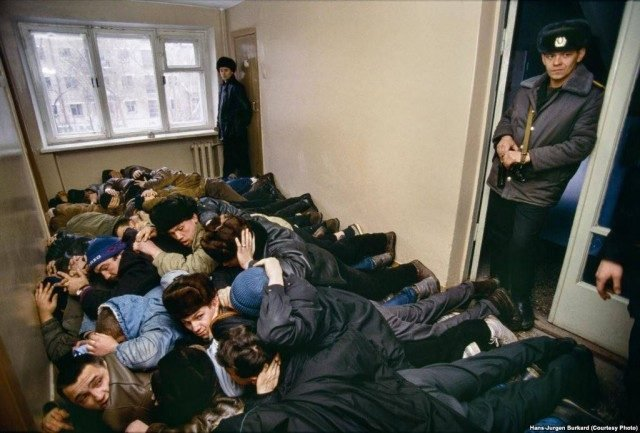
قطاع الطرق المحتجزون من مجموعة أورالماش يرقدون قبل الاستجواب. 1992

تشير الجريمة في روسيا إلى القضايا المتعددة الجوانب للجريمة المنظمة والفساد السياسي والفساد في الشرطة وجميع جوانب الإجرام في روسيا. شهدت جرائم العنف انخفاضًا في روسيا. في حين ظهرت جرائم العنف في سيبيريا أكثر وضوحًا مما هي عليه في غرب روسيا.

## الجريمة بحسب نوعها

### القتل
في عام 2016، كان معدل القتل في روسيا 7 لكل 100,000 شخص، وفقًا لروستات (دائرة الإحصاءات الحكومية الاتحادية الروسية). وفقًا لمكتب الأمم المتحدة المعني بالمخدرات والجريمة (يو إن أو سي دي)، كان معدل جرائم القتل 7.3 في عام 2020 مقارنة بنحو 10.9 في عام 2016، وهو انخفاض كبير عن العشرين عامًا الماضية (في عام 2000، كان معدل جرائم القتل 28.1)، وكان أعلى قليلًا فقط من الولايات المتحدة (6.3). في عام 2017، سجلت موسكو أدنى معدل للجريمة منذ أكثر من عقد.
في بداية القرن العشرين، كان معدل جرائم القتل في روسيا أعلى – ما يقارب عشرة جرائم قتل لكل 100,000 شخص سنويًا. في أواخر الخمسينيات وأوائل الستينيات، بقي المعدل مستقرًا وكان أقل مما هو عليه في الولايات المتحدة. كان هناك ارتفاع في معدل جرائم القتل في منتصف ستينيات وسبعينيات القرن العشرين وبلغ ذروته في عام 1980، ثم انخفض ببطء حتى عام 1985، ثم انخفض بسرعة في الفترة 1986 - 1987.
حتى أواخر ثمانينيات القرن العشرين، كانت معدلات جرائم القتل في روسيا مماثلة تقريبًا لتلك الموجودة في الولايات المتحدة. بدأت الزيادة في معدل جرائم القتل في روسيا في وقت أبكر قليلًا من عام 1990، وارتفعت خلال تسعينيات القرن العشرين. كانت جرائم القتل أكثر شيوعًا في روسيا منها في دول البلطيق في عام 1991 وتضاعفت تقريبًا في الفترة 1994 ــ 1995. في عام 2003، كان معدل جرائم القتل في روسيا من بين أعلى المعدلات في العالم. ومع ذلك، بحلول عام 2017، انخفض معدل جرائم القتل في روسيا بنسبة 75 بالمئة.
في أوائل ثمانينيات القرن العشرين، يقدر أن «ثلثي جرائم القتل والجرائم العنيفة ارتكبها أشخاص مخمورين». في عام 1995، قبض على حوالي ثلاثة أرباع المعتقلين بتهمة القتل تحت تأثير الكحول. وفقًا لوزير الصحة الروسي، انخفض استهلاك الكحول بنسبة 80 بالمئة من 2013 إلى 2018.

#### الإحصائيات
فيما يلي مقارنة بين معدل جرائم القتل في روسيا من عام 1990 إلى عام 2018:
| العام | مجموع جرائم القتل | معدل جرائم القتل |
| 1990  | 21,145            | 14.29            |
| 1991  | 22,621            | 15.24            |
| 1992  | 33,912            | 22.83            |
| 1993  | 45,060            | 30.35            |
| 1994  | 47,870            | 32.26            |
| 1995  | 45,257            | 30.50            |
| 1996  | 39,083            | 26.38            |
| 1997  | 34,995            | 23.66            |
| 1998  | 33,553            | 22.72            |
| 1999  | 38,225            | 25.97            |
| 2000  | 41,090            | 28.03            |
| 2001  | 42,921            | 29.40            |
| 2002  | 44,252            | 30.45            |
| 2003  | 41,764            | 28.87            |
| 2004  | 39,256            | 27.25            |
| 2005  | 35,636            | 24.83            |
| 2006  | 28,513            | 19.93            |
| 2007  | 24,885            | 17.43            |
| 2008  | 23,427            | 16.41            |
| 2009  | 21,121            | 14.79            |
| 2010  | 18,660            | 13.06            |
| 2011  | 16,406            | 11.48            |
| 2012  | 14,945            | 10.44            |
| 2013  | 13,912            | 9.69             |
| 2014  | 12,561            | 8.60             |
| 2015  | 11,679            | 7.98             |
| 2016  | 10,331            | 7.04             |
| 2017  | 8,844             | 6.02             |
| 2018  | 7,609             | 5.18             |
| 2019  | 7,212             |                  |

وفقًا لمسؤول في وزارة الشؤون الداخلية، كان معدل جرائم القتل في روسيا في الفترة من يناير إلى نوفمبر 2006 أقل بنسبة 10 بالمئة مما كان عليه في نفس الفترة من عام 2005، ولكن لم يُحل 15 بالمئة من القضايا. قال أندريه كوتشيرافي، رئيس قسم الشرطة الجنائية، في مؤتمر صحفي: «عدد جرائم القتل آخذ في الانخفاض تدريجيًا في السنوات الأربع الماضية، بينما يتزايد عدد جرائم القتل التي حُلت». ما يقارب 23,500 قضية قتل سُجلت في الأشهر العشرة الأولى من عام 2006، منها 3500 لم تحل، أي 9 بالمئة أقل من العام السابق. بين عامي 2006 و2017، انخفض عدد جرائم القتل في روسيا بنسبة 70 بالمئة إلى 8884.
يختلف النمط العمري لمعدلات إيذاء جرائم القتل في روسيا عن مثيله في الولايات المتحدة. في عام 2001، كان 32 بالمئة من ضحايا جرائم القتل في روسيا دون سن الخامسة والثلاثين، و30 بالمئة من الضحايا كانوا خمسين عامًا أو أكثر. هناك مجموعة متنوعة من الاختلافات في معدلات جرائم القتل في جميع أنحاء روسيا. معدل جرائم القتل مرتفع نسبيًا في سيبيريا والشرق الأقصى الروسي مقارنة بروسيا الأوروبية.

### تهريب المخدرات
يعتبر تهريب المخدرات وتعاطيها مشكلة كبيرة في روسيا. أدى تفكك الاتحاد السوفيتي، والحرب الأهلية في أفغانستان، والحرب الأهلية في طاجيكستان، والصراعات في شمال القوقاز إلى تهيئة الظروف الملائمة لتطوير تجارة المخدرات غير المشروعة. في أوائل تسعينيات القرن العشرين، لوحظ استخدام الكوكايين بشكل متزايد بين السكان الشباب في البلاد.
في منتصف تسعينيات القرن العشرين، كان سبب تعاطي المخدرات المتزايد الذي ظهر في روسيا هو الافتقار إلى الضوابط الحدودية، وأصبحت البلاد واحدة من ممرات العبور الرئيسية لتهريب المخدرات في العالم. أُثبت دخول منتجي الكوكايين من أمريكا الجنوبية إلى السوق الروسية من خلال اعتراض شحنات الكوكايين في سانت بطرسبرغ في عام 1993. اعتبارًا من عام 1996، كان الإنتاج الداخلي للمواد المخدرة في ارتفاع أيضًا في روسيا.
تُزرع في البلاد كمية محدودة من الماريجوانا غير المشروعة. يُزرع الخشخاش المنوم والماريجوانا بشكل غير قانوني في المنطقة الفيدرالية الجنوبية. تعد روسيا واحدة من أكبر منتجي المخدرات إلى جانب المغرب، وواحدة من أكبر خمس نقاط دخول لتهريب المخدرات إلى جانب إيران، وتركيا، وإيطاليا، وإسبانيا في منطقة البحر الأبيض المتوسط. كما يشمل تهريب المخدرات توريد الأفيون، والهيروين، والماريجوانا من آسيا الوسطى والهلال الذهبي الذي يضم باكستان وأفغانستان وإيران.
تعمل عصابات المخدرات الروسية مع المافيا الصقلية وتجار المخدرات الكولومبيين لاستيراد وتوزيع الكوكايين. لدى العديد من الموزعين الروس المحليين صلات بمنظمات إجرامية في آسيا الوسطى، والقوقاز، وأوكرانيا. وفقًا لمعهد موسكو الحكومي للعلاقات الدولية، يوجد طريق تهريب منتظم من طاجيكستان إلى روستوف على نهر الدون عبر تركمانستان، ومن هناك إلى أوروبا الغربية.